# ماري بيكر إيدي
كانت ماري باكر إدي (بالإنجليزية: Mary Baker Eddy) (التي ولدت في السادس عشر من يونية عام 1821 وتوفيت في الثالث من ديسمبر عام 1910) مؤسسة العلم المسيحي في عام (1879)،وهو نظام أمريكي بروتستانتي للفكر الديني والممارسات العقائدية اعتمدته كنيسة المسيح العالِم (بالإنجليزية: Church of Christ, Scientist). وهي صاحبة كتاب العلوم والصحة مع مدخل إلي الكتاب المقدس (بالإنجليزية: Science and Health with Key to the Scriptures)، وأسست جمعية العلم المسيحي للنشر (بالإنجليزية: Christian Science Publishing Society) عام 1898 والتي استمرت في نشر عدد من النشرات الدورية والتي تتضمن صحيفة كريستيان ساينس مونيتور (بالإنجليزية: The Christian Science Monitor) عام 1908.
وقد تزوّجت ثلاث مرات ولكنها أخذت اسم ماري باكر غلوفر من زواجها الأول. وعرفت أيضًا بـماري بيكر غلوفر إدي أو ماري بيكر غي. إدي من زواجها الثالث.

## سنواتها المبكرة

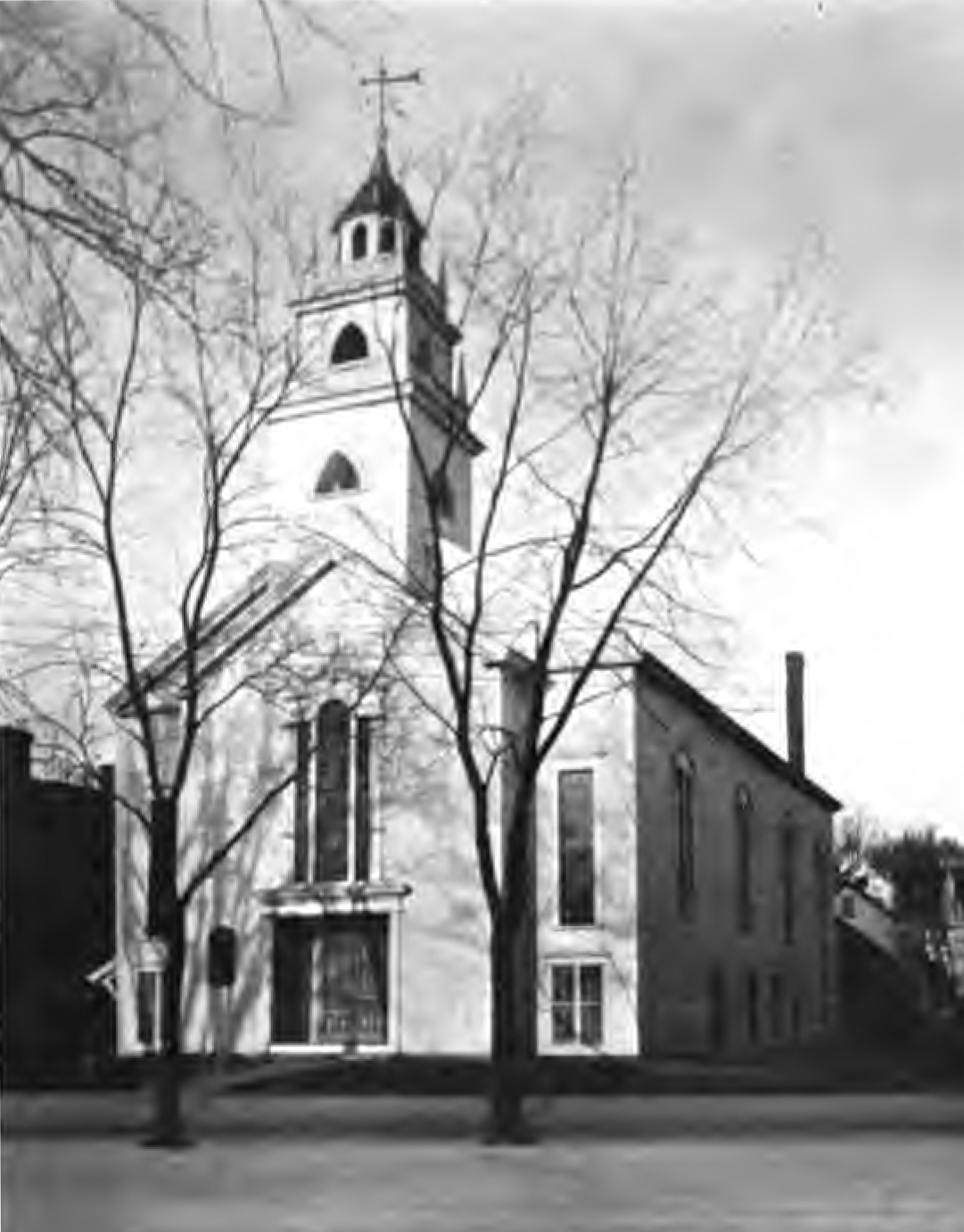
الكنيسة الجماعية في تيلتون، نيو هامبشاير، حيث حضر إيدي.

### باو، نيو هامبشير

#### العائلة
ولدت إيدي باسم ماري مورس بيكر بمنزل ريفي في في باو بولاية نيو هامبشير لفلاح يدعى مارك بيكر (توفي عام  1865) وزوجته أبيغيل برنار بيكر، (اسمها قبل الزواج: أمبروز، توفيت عام 1849). كانت إيدي أصغر أطفال أسرة بيكل الستة: الصبيان هم سامويل دو (1808)، ألبيرت (1810)، وجورج سوليفان (1812)، والفتيات هن أبيغيل برنارد (1816)، ومارثا سميث (1819)، وماري مورس (1812).
كان مارك بيكر رجل دين قوي من خلفية أبرشانية بروتستانتية، مؤمن قوي بالعدالة الإلهية الأخيرة واللعنة الأبدية، وفقًا لإيدي. نشرت مجلة مكلور سلسلة من المقالات علم 1907 التي كانت شديدة النقد لإيدي، مشيرة إلى أن المكتبة المنزلية لأسرة بيكر تكونت من الإنجيل. ردت إيدي على ذلك بالنفي وأن والدها كان قارئًا شرهًا. وفقًا لإيدي، كان والدها قاضي صلحٍ في مرحلة ما، وقسًا للمقاومة الشعبية لولاية نيو هامبشير. اكتسب شهرة لكونه موضع خلاف؛ وصفه أحد الجيران بكونه «نمرًا عند الغضب، ودائمًا في دوره». وصفته صحيفة مكلور بأنه مؤيد للعبودية وزعمت أنه كان سعيدًا بسماع خبر وفاة أبراهام لينكولن. ردت إيدي بأن بيكر كان «مؤمنًا بقوة بحقوق الولايات، لكنه اعتبر العبودية خطيئة عظيمة».
ورث أولاد بيكر عن أبيهم طباعه، حسب صحيفة مكلور؛ وورثوا أيضًا المظهر الحسن، وأصبحت إيدي تعرف بجميلة القرية. كانت الحياة مع ذلك رتيبة ومتقشفة. كل يوم يبدأ بصلاة طويلة ويتواصل بعدها العمل الشاق. كان يوم الاستراحة الوحيد هو السبت.

#### الصحة
كانت علاقة إيدي مع والدها متقلبة. كتب إرنست سذرلاند بيتس وجون في. ديتيمور عام 1932 أن بيكر سعى لكسر إرادة إيدي عبر العقاب القاسي، رغم كثرة تدخل تدخل والدتها؛ وعلى عكس مارك بيكر، وُصفت أم إيدي بكونها تقية وهادئة وطيبة القلب ولطيفة. مرت إيدي بفترات من المرض المفاجئ، ربما في محاولة للسيطرة على موقف والدها تجاهها. ذكر معارف العائلة بأنها كانت تسقط فجأة على الأرض، تصرخ وتتلوى من الألم، أو هادئة وفاقدة للوعي كما بدا عليها، أحيانًا لساعات. كان روبرت بيل -أحد كتاب سيرة إيدي- يعمل في كنيسة العلوم المسيحية، وكتب في عام 1966:
كان ذلك عندما اتشحت الحياة بلون الكابوس، وأصبحت أعصابها مثقلة، وكانت تصل إلى حالة من فقدان الوعي قد تستمر أحيانًا لساعات وتجعل العائلة في حالة من الذعر. في مثل تلك الحالة، كان ليمان دورجين صبي العمل لعائلة بيكر، الذي يحب ماري، يحملها على الفرس ليأخذها إلى طبيب القرية...
كتب جيليان جيل في عام 1998 كانت مريضة في طفولتها وظهر أنها كانت تعاني اضطرابًا في الأكل، لكن ربما كانت التقارير تبالغ فيما يتعلق بنوباتها الهستيرية. شرحت إيدي مشاكلها مع الطعام في الإصدار الأول من العلم والصحة. كتبت بأنها كانت تعاني عسر هضم مزمن في طفولتها، وأملًا في العلاج، شرعت بنظام غذائي يمنعها من كل شيء عدا الماء والخبز والخضراوات، لدرجة أنها كانت تأكل مرة في اليوم: «هكذا مرينا بمعظم سينين حياتنا المبكرة، بشهادة الكثيرين، بالجوع والألم والضعف والتجويع».
مرت إيدي خلال طفولتها بحالة من العجز الصحي المزمن ولمعظم حياتها حتى اكتشفت العلم المسيحي. مثلها كمثل أغلب تجارب الحياة، شكل لها ذلك بحثًا دؤوبًا مدى الحياة عن العلاج، ما بدا أشبه بمعاناة مستمرة. كتبت إيدي في سيرتها الذاتية، «منذ طفولتي، أصابني الجوع والعطش لأشياء روحية، الرغبة في شيء أعلى مرتبة من المادة، وبعيدًا عنها، للسعي جاهدة لإدارك الرب بكونه الغوث الوحيد الدائم من البلاء الإنساني». كتبت أيضًا في السطر 33 من فصل «التجارب الطبية» ضمن سيرتها الذاتية، «تجولت عبر متاهات الطب المادي المعتمة، حتى أصابني الإرهاق من «التخمين العلمي» كما كان من الأفضل وصفه. ارتأيت المعرفة من مدارس مختلفة -المداواة بالداء، والعلاج بالمثلية، والعلاج بالماء، والكهرباء، ومن ضغائن مختلفة، لكن بلا جدوى».

## معرض صور

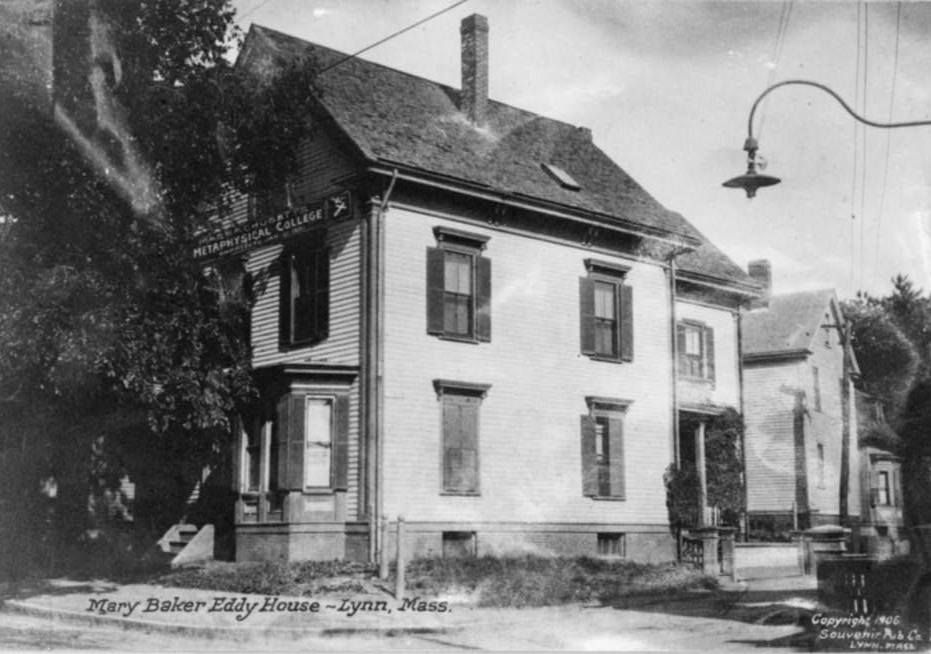
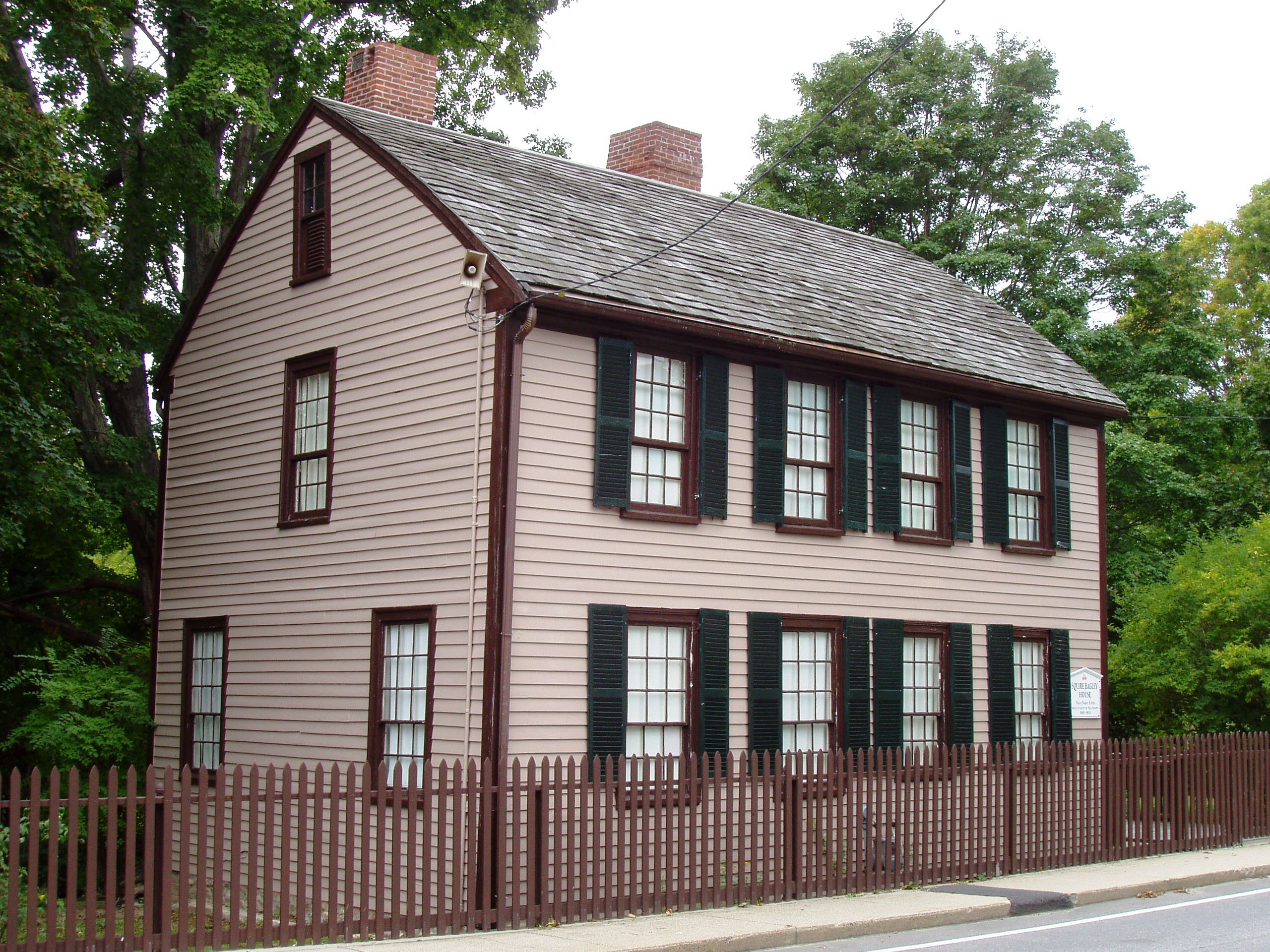
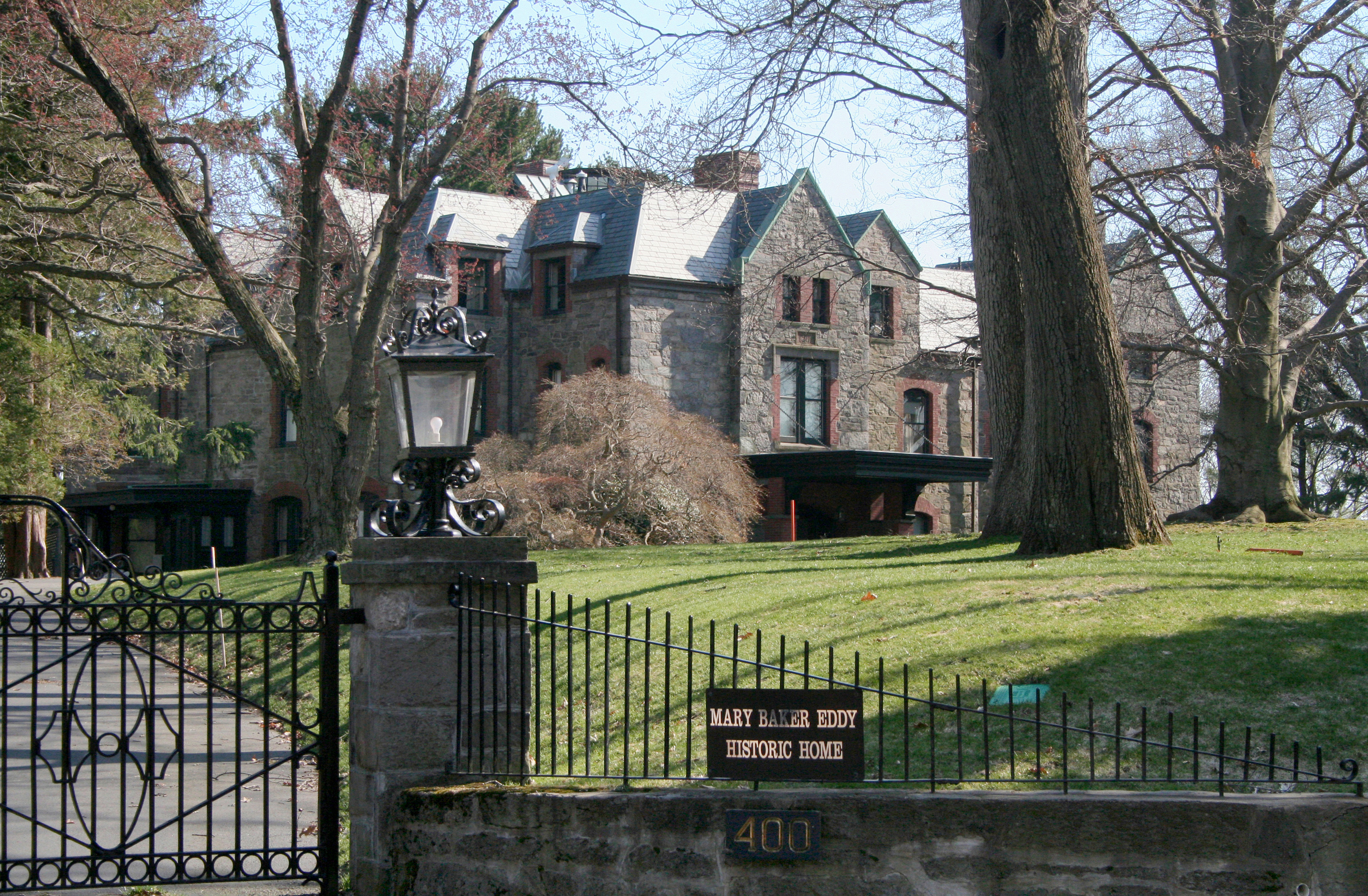
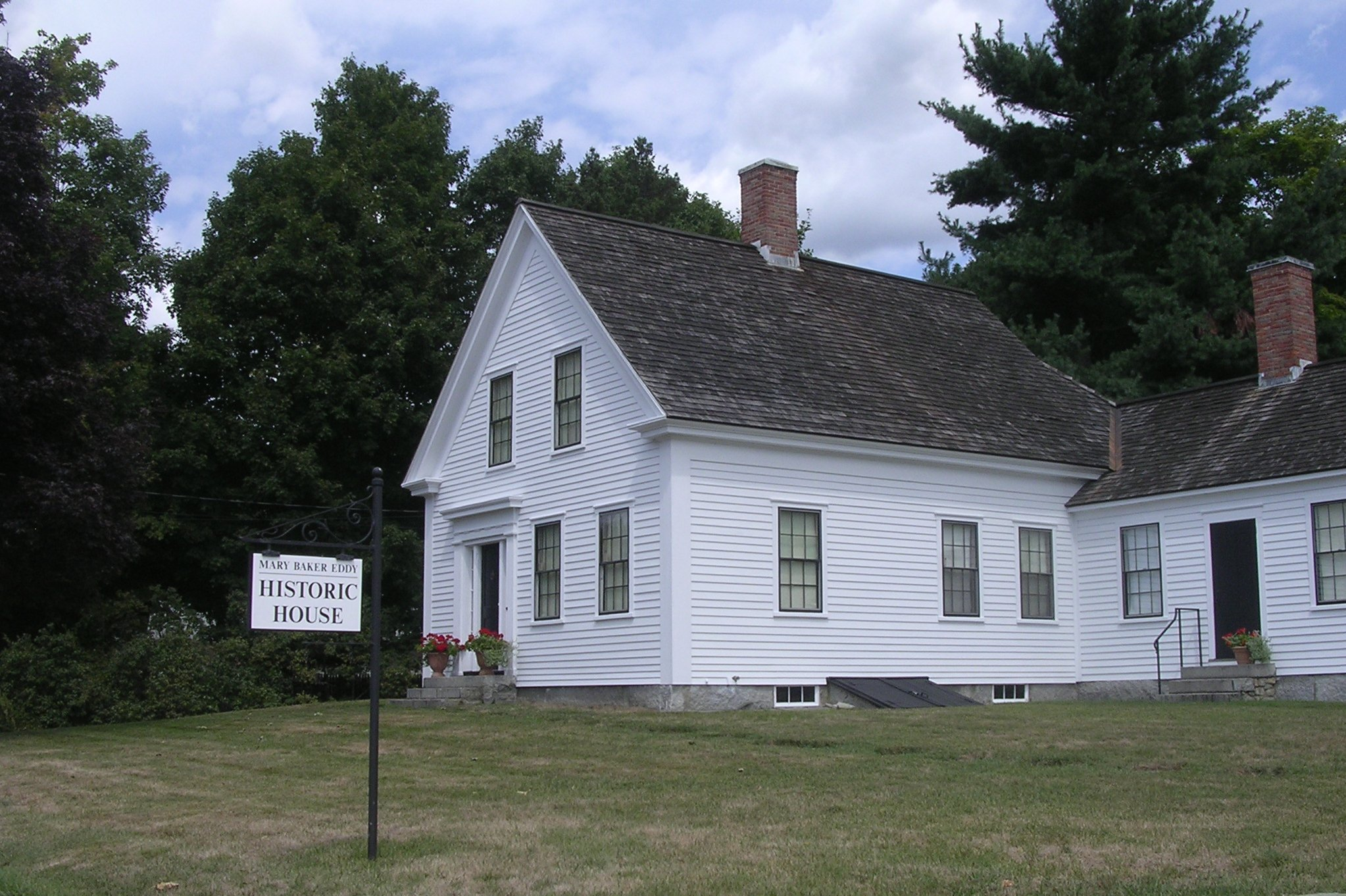
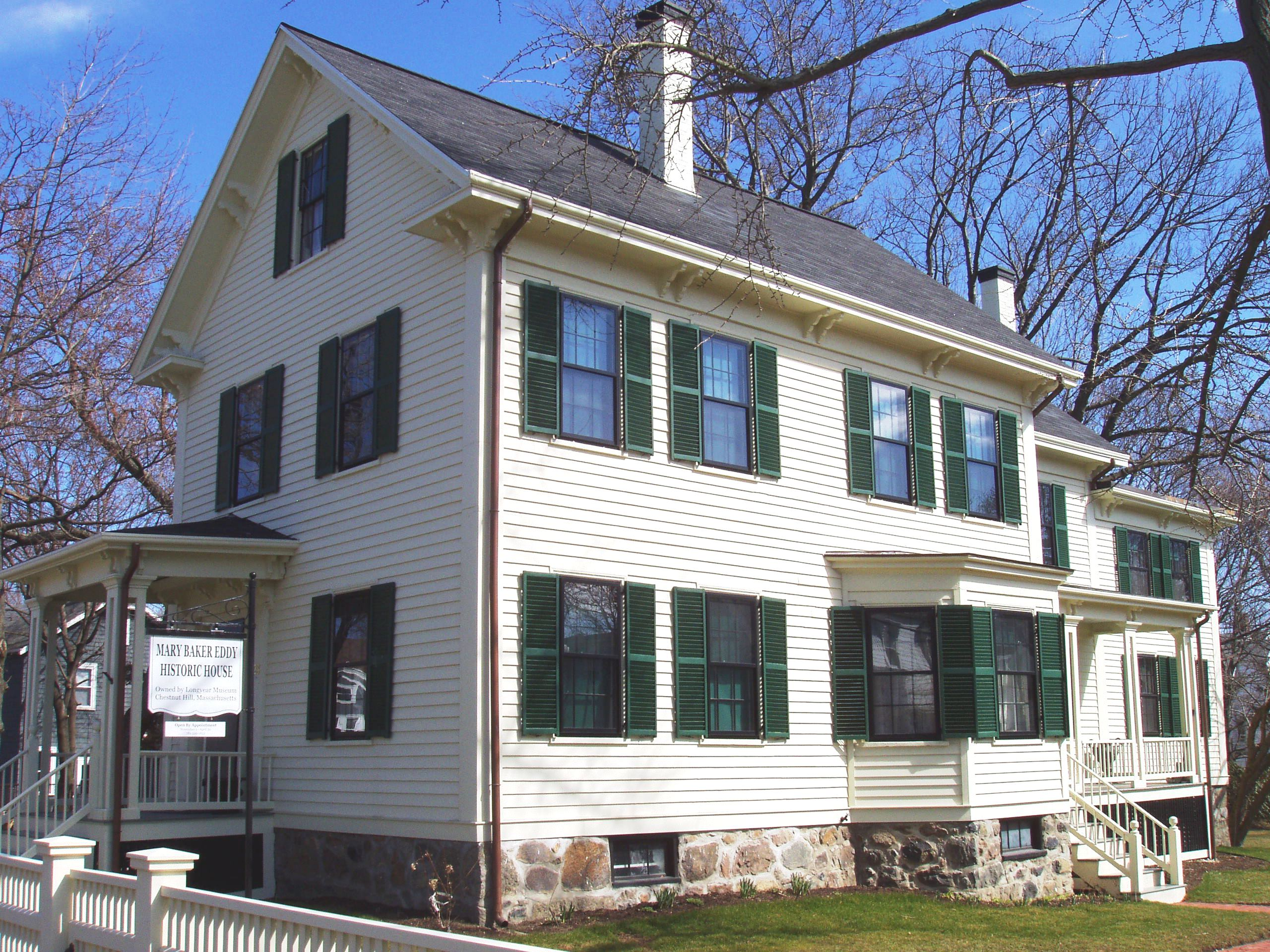

## وصلات خارجية
- ماري بيكر إيدي على موقع الموسوعة البريطانية (الإنجليزية)
- ماري بيكر إيدي على موقع ميوزك برينز (الإنجليزية)
- ماري بيكر إيدي على موقع إن إن دي بي (الإنجليزية)
- ماري بيكر إيدي على موقع ديسكوغز (الإنجليزية)

- The Mary Baker Eddy Library
- Information about Mary Baker Eddy on christianscience.com
- The Longyear Museum
- مؤلفات Mary Baker Eddy في مشروع غوتنبرغ
- The Mary Baker Eddy Science Institute
- National Women's Hall of Fame[وصلة مكسورة] (Inducted in 1995)
- First Church of Christ, Scientist
- Phineas Quimby and Mary Baker Eddy